# Maren Walseth
Maren Walseth (Bloomington, 28 ottobre 1978) è un'ex cestista e allenatrice di pallacanestro statunitense, professionista nella WNBA.

## Carriera
È stata selezionata dalle Sacramento Monarchs al terzo giro del Draft WNBA 2001 (46ª scelta assoluta).
Dal 2014 al 2019 è stata allenatrice della squadra femminile della North Dakota State University.